# Raymond Brendan Manning
Pour les articles homonymes, voir Manning.
Raymond Brendan Manning est un carcinologiste américain né à New York le 11 octobre 1934 et mort le 18 janvier 2000.

## Biographie
Raymond Brendan Manning a travaillé au Department of Invertebrate Zoology du National Museum of Natural History.
Diplômé en 1963 d'un Ph.D. de l'université de Miami, il était un spécialiste des stomatopodes et des décapodes.
Il a fait partie des fondateurs et a été le premier président de 1981 à 1983 de la Crustacean Society.
Il était marié à Lilly Manning, qui a dessiné pour les articles de son mari.

## Taxons nommés en son honneur
- Acanthosquilla manningi Makarov, 1978
- Acoridon manningi Adkison, Heard & Hopkins, 1983
- Alain raymondi Ahyong & Ng, 2008
- Arcotheres rayi Ahyong & Ng, 2007
- Calaxiopsis manningi Komai, 2000
- Calaxius manningi Kensley, Lin & Yu, 2000
- Cambarus manningi Hobbs, 1981
- Cyclodorippe manningi Tavares, 1993
- Eumanningia Crosnier, 2000
- Eumanningia pliarthron Crosnier, 2000
- Eunephrops manningi (en) (Holthuis, 1975)
- Grynaminna Poore, 2000
- Holothuria mannigi Pawson, 1978
- Latreillia manningi Williams, 1982
- Lepidophthalmus manningi Felder & Staton, 2000
- Lithodes manningi Macpherson, 1988
- Lysiosquilla manningi Boyko, 2000
- Manningia raymondi Bruce, 1986
- Manningia Serène, 1960
- Manningiana Pretzmann, 1972
- Manningis Al-Khayat & Jones, 1996
- Microprosthema manningi Goy & Felder, 1988
- Nannosquilla raymanningi Salgado-Barragán & Hendrickx, 1998
- Nanogalathea raymondi Tirmizi, 1980
- Naushonia manningi Akvarez, Villalobos & Iliffe
- Neonesidea manningi Maddocks, 1975
- Oratosquillina manningi Ahyong, Chan & Liao, 2000
- Oxyrhynchaxius manningi Lin, Kensley & Chan, 2000
- Paralomis manningi Williams, Smith & Baco, 2000
- Pontonia manningi Fransen, 2000
- Porcellana lillyae Lemaitre & Campos 2000
- Raninella manningi Bishops & Williams, 2000
- Raylilia Galil, 2001
- Raymanninus Ng, 2000
- Raymunida Macpherson & Machordam, 2000
- Raysquilla Ahyong, 2000
- Raysquilla manningi Ahyong, 2000
- Raytheres Campos, 2002
- Sergia manningorum Froglia & Gramitto, 2000
- Thor manningi Chace, 1972
- Trizocheles manningi Forest, 1986
- Typton manningi Bruce, 2000
- Uroptychus raymondi Baba, 2000

## Taxons décrits
- Abyssotheres Manning & Galil, 2000
- Acaenosquilla Manning, 1991
- Acantholambrus baumi Blow & Manning, 1996
- Acantholambrus Blow & Manning, 1996
- Acanthonyx depressifrons Manning & Holthuis, 1981
- Acanthonyx minor Manning & Holthuis, 1981
- Acanthosquilla derijardi Manning, 1970
- Acanthosquilla humesi Manning, 1968
- Acanthosquilla Manning, 1963
- Achaeus buderes Manning & Holthuis, 1981
- Achaeus powelli Manning, 1982
- Achaeus turbator Manning & Holthuis, 1981
- Afropinnotheres crosnieri Manning, 1993
- Afropinnotheres guinotae Manning, 1993
- Afropinnotheres Manning, 1993
- Afropinnotheres monodi Manning, 1993
- Agostocaridae Hart & Manning, 1986
- Agostocaris Hart & Manning, 1986
- Agostocaris williamsi Hart & Manning, 1986
- Alachosquilla floridensis (Manning, 1962)
- Alachosquilla Schotte & Manning, 1993
- Alain crosnieri Manning, 1998
- Alain Manning, 1998
- Alainotheres Manning, 1993
- Albunea hahnae Blow & Manning, 1996
- Alima orientalis Manning, 1978
- Alimopsis Manning, 1977
- Allosquilla africana (Manning, 1970)
- Allosquilla Manning, 1977
- Ambidexter Manning & Chace, 1971
- Ambidexter symmetricus Manning & Chace, 1971
- Ameridromia Blow & Manning, 1996
- Ameridromia hyneorum Blow & Manning, 1996
- Anacalliinae Manning & Felder, 1991
- Anchisquilla Manning, 1968
- Anchisquilloides Manning, 1977
- Arcotheres Manning, 1993
- Areosquilla hanseni Manning, 1976
- Areosquilla interstincta Manning, 1976
- Areosquilla Manning, 1976
- Austinixa behreae (Manning & Felder, 1989)
- Austinixa gorei (Manning & Felder, 1989)
- Austinixa hardyi Heard & Manning, 1997
- Austinixa Heard & Manning, 1997
- Austrosquilla Manning, 1966
- Bathynectes piperitus Manning & Holthuis, 1981
- Bathysquilla Manning, 1963
- Bathysquilla microps (Manning, 1961)
- Bathysquillidae Manning, 1967
- Bathysquilloidea Manning, 1967
- Biffarius delicatulus Rodrigues & Manning, 1992
- Biffarius Manning & Felder, 1991
- Bigelowina Schotte & Manning, 1993
- Buergeres Ng & Manning, 2003
- Busquilla Manning, 1978
- Busquilla plantei Manning, 1978
- Bythocaris cryonesus Bowman & Manning, 1973
- Calabarium crinodytes Manning & Holthuis, 1981
- Calabarium Manning & Holthuis, 1981
- Calappilia sitzi Blow & Manning, 1996
- Callianopsinae Manning & Felder, 1991
- Calliax punica de Saint Laurent & Manning, 1982
- Callichirinae Manning & Felder, 1991
- Calypsachaeus Manning & Holthuis, 1981
- Capartiella Manning & Holthuis, 1981
- Carinosquilla Manning, 1968
- Cataleptodius olsoni Manning & Chace, 1990
- Cecidocarcinus brychius Kropp & Manning, 1987
- Cecidocarcinus Kropp & Manning, 1987
- Cecidocarcinus zibrowii Manning, 1991
- Chaceon alcocki Ghosh & Manning, 1993
- Chaceon atopus Manning & Holthuis, 1989
- Chaceon australis Manning, 1993
- Chaceon bicolor Manning & Holthuis, 1989
- Chaceon chilensis Chirino-Gálvez & Manning, 1989
- Chaceon collettei Manning, 1992
- Chaceon crosnieri Manning & Holthuis, 1989
- Chaceon eldorado Manning & Holthuis, 1989
- Chaceon fenneri (Manning & Holthuis, 1984)
- Chaceon goreni Galil & Manning, 2001
- Chaceon imperialis Manning, 1992
- Chaceon inglei Manning & Holthuis, 1989
- Chaceon karubar Manning, 1993
- Chaceon macphersoni (Manning & Holthuis, 1988)
- Chaceon Manning & Holthuis, 1989
- Chaceon maritae (Manning & Holthuis, 1981)
- Chaceon mediterraneus Manning & Holthuis, 1989
- Chaceon micronesicus Ng & Manning, 1998
- Chaceon notialis Manning & Holthuis, 1989
- Chaceon poupini Manning, 1992
- Chaceon ramosae Manning, Tavares & Albuquerque, 1989
- Chaceon sanctahelenae Manning & Holthuis, 1989
- Chaceon somaliensis Manning, 1993
- Chaceon yaldwyni Manning, Dawson & Webber, 1989
- Chorisquilla andamanica Manning, 1975
- Chorisquilla Manning, 1969
- Chorisquilla mehtae Erdmann & Manning, 1998
- Chorisquilla pococki Manning, 1975
- Clibanarius rosewateri Manning & Chace, 1990
- Clorida japonica Manning, 1978
- Clorida latispina Manning, 1968
- Cloridina malaccensis (Manning, 1968)
- Cloridina Manning, 1995
- Cloridopsis aquilonaris Manning, 1978
- Cloridopsis Manning, 1968
- Corallianassa Manning, 1987
- Corallianassa xutha Manning, 1988
- Corallichirus Manning 1992
- Coronida glasselli Manning, 1976
- Coronida schmitti Manning, 1976
- Coronididae Manning, 1980
- Crenatosquilla Manning, 1984
- Ctenochelidae Manning & Felder, 1991
- Ctenochelinae Manning & Felder, 1991
- Cyrtorhina fusseli Blow & Manning, 1996
- Dawsonius Manning & Felder, 1991
- Deiratonotus Manning & Holthuis, 1981
- Detocarcinus Kropp & Manning, 1987
- Dictyosquilla Manning, 1968
- Distosquilla Manning, 1977
- Dorippe glabra Manning, 1993
- Dorippe irrorata Manning & Holthuis, 1986
- Dorippe trilobata Manning, 1993
- Dorippoides nudipes Manning & Holthuis, 1986
- Dromidia bedetteae Blow & Manning, 1996
- Echinosquilla Manning, 1969
- Ecphantor Manning & Holthuis, 1981
- Ecphantor modestus Manning & Holthuis, 1981
- Eocarpilus Blow & Manning, 1996
- Eocarpilus carolinensis Blow & Manning, 1996
- Eohalimede Blow & Manning, 1996
- Eohalimede sandersi Blow & Manning, 1996
- Eohalimede walleri Blow & Manning, 1996
- Epulotheres angelae Manning, 1993
- Epulotheres Manning, 1993
- Eriosachila Blow & Manning, 1996
- Eriosachila petiti Blow & Manning, 1996
- Ernestotheres conicola (Manning & Holthuis, 1981)
- Ernestotheres Manning, 1993
- Erugosquilla grahami Ahyong & Manning, 1998
- Erugosquilla hesperia (Manning, 1968)
- Erugosquilla Manning, 1995
- Erugosquilla serenei Ahyong & Manning, 1998
- Erythrosquilla Manning & Bruce, 1984
- Erythrosquilla megalops Manning & Bruce, 1984
- Erythrosquillidae Manning & Bruce, 1984
- Erythrosquilloidea Manning & Bruce, 1984
- Ethusa vossi Manning & Holthuis, 1981
- Ethusina beninia Manning & Holthuis, 1981
- Eucalliax cearaensis Rodrigues & Manning, 1992
- Eucalliax Manning & Felder, 1991
- Eucalliax mcilhennyi Manning & Felder, 1994
- Eucalliinae Manning & Felder, 1991
- Eunephrops luckhursti Manning, 1997
- Euryozius pagalu Manning & Holthuis, 1981
- Eurysquilla chacei Manning, 1969
- Eurysquilla galatheae Manning, 1977
- Eurysquilla holthuisi Manning, 1969
- Eurysquilla lelouffi Manning, 1977
- Eurysquilla Manning, 1963
- Eurysquilla pacifica Manning, 1975
- Eurysquilla solari Manning, 1970
- Eurysquillidae Manning, 1977
- Eurysquilloides Manning, 1963
- Fallosquilla Manning, 1995
- Faughnia formosae Chan & Manning, 1997
- Faughnia profunda Manning & Makarov, 1978
- Fenneralpheus chacei Felder & Manning, 1986
- Fenneralpheus Felder & Manning, 1986
- Fennerosquilla Manning & Camp, 1983
- Geryon inghami Manning & Holthuis, 1986
- Gibbesia Manning & Heard, 1997
- Gilvossius Manning & Felder, 1992
- Gnathophyllum ascensione Manning & Chace, 1990
- Gnathophyllum circellum Manning, 1963
- Gonodactylaceus aloha (Manning & Reaka, 1981)
- Gonodactylaceus insularis (Manning & Reaka, 1982)
- Gonodactylaceus Manning, 1995
- Gonodactylaceus randalli (Manning, 1978)
- Gonodactylaceus siamensis (Manning & Reaka, 1981)
- Gonodactylellus annularis Erdmann & Manning, 1998
- Gonodactylellus bicarinatus (Manning, 1968)
- Gonodactylellus caldwelli Erdmann & Manning, 1998
- Gonodactylellus choprai (Manning, 1967)
- Gonodactylellus crosnieri (Manning, 1968)
- Gonodactylellus lanchesteri (Manning, 1967)
- Gonodactylellus Manning, 1995
- Gonodactylellus micronesicus (Manning, 1971)
- Gonodactylellus rubriguttatus Erdmann & Manning, 1998
- Gonodactylinus Manning, 1995
- Gonodactyloideus cracens Manning, 1984
- Gonodactyloideus Manning, 1984
- Gonodactylolus Manning, 1970
- Gonodactylolus paulus (Manning, 1970)
- Gonodactylopsis komodoensis Erdmann & Manning, 1998
- Gonodactylopsis Manning, 1969
- Gonodactylus botti Manning, 1975
- Gonodactylus childi Manning, 1971
- Hadrosquilla Manning, 1966
- Haptosquilla Manning, 1969
- Haptosquilla moosai Erdmann & Manning, 1998
- Haptosquilla philippinensis Garcia & Manning, 1982
- Haptosquilla setifera Manning, 1969
- Haptosquilla togianensis Erdmann & Manning, 1998
- Harpiosquilla indica Manning, 1969
- Harpiosquilla japonica Manning, 1969
- Harpiosquilla malagasiensis Manning, 1978
- Harpiosquilla melanoura Manning, 1968
- Harpiosquilla stephensoni Manning, 1969
- Heikea Holthuis & Manning, 1990
- Heikeopsis arachnoides (Manning & Holthuis, 1986)
- Hemisquillidae Manning, 1980
- Herbstia nitida Manning & Holthuis, 1981
- Heterosquilla Manning, 1963
- Heterosquilloides insolita (Manning, 1963)
- Heterosquilloides Manning, 1966
- Hexapinus Manning & Holthuis, 1981
- Hippa carcineutes Holthuis & Manning, 1970
- Holotheres Ng & Manning, 2003
- Hoplosquilla said Erdmann & Manning, 1998
- Hoplosquilloides coronatus Manning, 1978
- Hoplosquilloides Manning, 1978
- Hospitotheres Manning, 1993
- Hospitotheres powelli Manning, 1993
- Humesosquilla decimdentata (Manning, 1970)
- Humesosquilla Manning & Camp, 2001
- Ilyogynnis Manning & Holthuis, 1981
- Inachus biceps Manning & Holthuis, 1981
- Inachus grallator Manning & Holthuis, 1981
- Inachus nanus Manning & Holthuis, 1981
- Indopinnixa Manning & Morton, 1987
- Indopinnixa sipunculana Manning & Morton, 1987
- Indosquillidae Manning, 1995
- Kasim insuetus (Manning, 1970)
- Kasim Manning, 1995
- Keija Manning, 1995
- Kempina Manning, 1978
- Keppelius Manning, 1978
- Laevicarcinus dockeryi Blow & Manning, 1996
- Laleonectes Manning & Chace, 1990
- Lenisquilla Manning, 1977
- Lepidophthalmus rafai Felder & Manning, 1998
- Lepidophthalmus richardi Felder & Manning, 1997
- Levisquilla inermis (Manning, 1965)
- Levisquilla Manning, 1977
- Lillyanella Manning & Holthuis, 1981
- Lillyanella plumipes Manning & Holthuis, 1981
- Lophoranina raynorae Blow & Manning, 1996
- Lophoranina rossi Blow & Manning, 1996
- Lophosquilla Manning, 1968
- Luciades agana Kropp & Manning, 1996
- Luciades Kropp & Manning, 1996
- Lysiosquilla campechiensis Manning, 1962
- Lysiosquilla monodi Manning, 1977
- Lysiosquilla panamica Manning, 1971
- Lysiosquillina Manning, 1995
- Lysiosquillina sulcata (Manning, 1978)
- Lysiosquilloides Manning, 1977
- Macrophthalmus abbreviatus Manning & Holthuis, 1981
- Macropodia doracis Manning & Holthuis, 1981
- Macropodia hesperiae Manning & Holthuis, 1981
- Manningia arabica Manning, 1990
- Manningia australiensis Manning, 1970
- Manningia notialis Manning, 1966
- Manningia posteli Manning, 1977
- Manningia zehntneri Manning, 1975
- Martinetta Blow & Manning, 1997
- Martinetta palmari Blow & Manning, 1997
- Matutites anthonyae Blow & Manning, 1996
- Matutites Blow & Manning, 1996
- Medorippe Manning & Holthuis, 1981
- Meiosquilla dawsoni Manning, 1970
- Meiosquilla Manning, 1968
- Meiosquilla randalli Manning, 1962
- Mesacturoides crinitus (Manning, 1962)
- Mesacturoides Manning, 1978
- Mexisquilla Manning & Camp, 1981
- Microprosthema inornatum Manning & Chace, 1990
- Mithrax (Mithraculus) commensalis Manning, 1970
- Miyakea Manning, 1995
- Mortensenenus Manning, 1990
- Mortensenenus minus Manning, 1990
- Mursia mcdowelli Manning & Chace, 1990
- Nannosquilla adkisoni Camp & Manning, 1982
- Nannosquilla anomala Manning, 1967
- Nannosquilla antillensis (Manning, 1961)
- Nannosquilla californiensis (Manning, 1961)
- Nannosquilla canica Manning & Reaka, 1979
- Nannosquilla carolinensis Manning, 1970
- Nannosquilla dacostai Manning, 1970
- Nannosquilla disca Camp & Manning, 1986
- Nannosquilla galapagensis Manning, 1972
- Nannosquilla hancocki (Manning, 1961)
- Nannosquilla heardi Camp & Manning, 1982
- Nannosquilla indonesica Erdmann & Manning, 1998
- Nannosquilla Manning, 1963
- Nannosquilla schmitti (Manning, 1962)
- Nannosquilla similis Manning, 1972
- Nannosquilla taguensis Camp & Manning, 1982
- Nannosquilla taylori Manning, 1969
- Nannosquilla tobagoensis Schotte & Manning, 1993
- Nannosquilla vasquezi Manning, 1979
- Nannosquilla virginalis Camp & Manning, 1986
- Nannosquilla whitingi Camp & Manning, 1982
- Nannosquilla yucatanica Camp & Manning, 1986
- Nannosquilloides Manning, 1977
- Nannotheres Manning & Felder, 1996
- Nannotheres moorei Manning & Felder, 1996
- Nannosquillidae Manning, 1980
- Nasima Manning, 1991
- Natosquilla Manning, 1978
- Necallianassa berylae Heard & Manning, 1998
- Necallianassa Heard & Manning, 1998
- Neclorida Manning, 1995
- Neclorida miersi (Manning, 1968)
- Neocallichirus cacahuate Felder & Manning, 1995
- Neocallichirus lemaitrei Manning, 1993
- Neocallichirus nickellae Manning, 1993
- Neocoronida cocosiana (Manning, 1972)
- Neocoronida Manning, 1976
- Neocoronida martensi Manning, 1978
- Neogonodactylus albicinctus (Manning & Reaka, 1979)
- Neogonodactylus austrinus (Manning, 1969)
- Neogonodactylus bredini (Manning, 1969)
- Neogonodactylus campi Manning, 1997
- Neogonodactylus caribbaeus (Schotte & Manning, 1993)
- Neogonodactylus costaricensis (Manning & Reaka, 1979)
- Neogonodactylus lacunatus (Manning, 1966)
- Neogonodactylus lightbourni (Manning & Hart 1981)
- Neogonodactylus Manning, 1995
- Neogonodactylus minutus (Manning, 1969)
- Neogonodactylus petilus (Manning, 1970)
- Neogonodactylus pumilus (Manning, 1970)
- Neogonodactylus torus (Manning, 1969)
- Neogonodactylus wenneri Manning & Heard, 1997
- Neogonodactylus zacae (Manning, 1972)
- Neotrypaea Manning & Felder, 1991
- Nephropides caribaeus Manning, 1969
- Nephropides Manning, 1969
- Nepinnotheres africanus Manning, 1993
- Nepinnotheres androgynus Manning, 1993
- Nepinnotheres Manning, 1993
- Nepinnotheres sanqueri Manning, 1993
- Nepinnotheres tellinae (Manning & Holthuis, 1981)
- Nihonotrypaea Manning & Tamaki, 1998
- Nikoides schmitti Manning & Chace, 1971
- Notiax Manning & Felder, 1991
- Odontodactylidae Manning, 1980
- Odontodactylus hawaiiensis Manning, 1967
- Odontozona anaphorae Manning & Chace, 1990
- Opecarcinus Kropp & Manning, 1987
- Oratosquilla Manning, 1968
- Oratosquillina asiatica (Manning, 1978)
- Oratosquillina gravieri (Manning, 1978)
- Oratosquillina hindustanica (Manning, 1978)
- Oratosquillina Manning, 1995
- Oratosquillina megalops (Manning, 1980)
- Oratosquillina microps (Garcia & Manning, 1982)
- Oratosquillina pentadactyla (Manning, 1978)
- Oratosquillina solicitans (Manning, 1978)
- Oratosquillina stephensoni Manning, 1978
- Paguristes wheerei Blow & Manning, 1996
- Paradorippe cathayana Manning & Holthuis, 1986
- Paranchistus liui Li, Bruce & Manning, 2003
- Parasquilla boschii Manning, 1970
- Parasquilla coccinea Manning, 1962
- Parasquilla Manning, 1961
- Parasquilla meridionalis Manning, 1961
- Parasquilla similis Manning, 1970
- Parasquillidae Manning, 1995
- Parvisquilla Manning, 1973
- Periclimenes chacei Li, Bruce & Manning, 2003
- Phyllodorippe Manning & Holthuis, 1981
- Platysquilla Manning, 1967
- Platysquilloides enodis (Manning, 1962)
- Platysquilloides lillyae (Manning, 1977)
- Platysquilloides Manning & Camp, 1981
- Pontiosquilla Manning, 1995
- Potamocypoda parapugil Tai & Manning, 1984
- Poti gaucho Rodrigues & Manning, 1992
- Poti Rodrigues & Manning, 1992
- Procarididae Chace & Manning, 1972
- Procaridoidea Chace & Manning, 1972
- Procaris ascensionis Chace & Manning, 1972
- Procaris Chace & Manning, 1972
- Procaris chacei Hart & Manning, 1986
- Processa famelica Manning & Hart, 1991
- Processa fimbriata Manning & Chace, 1971
- Processa hemphilli Manning & Chace, 1971
- Processa packeri Manning & Chace, 1990
- Processa profunda Manning & Chace, 1971
- Processa riveroi Manning & Chace, 1971
- Processa tenuipes Manning & Chace, 1971
- Processa vicina Manning & Chace, 1971
- Processa vossi Manning, 1992
- Prohomila katunal Blow & Manning, 1996
- Protosquilla calypso Manning, 1974
- Protosquillidae Manning, 1980
- Pseudobiffarius caesari Heard & Manning, 2000
- Pseudobiffarius Heard & Manning, 2000
- Pseudohepatiscus Blow & Manning, 1996
- Pseudohepatiscus marinoi Blow & Manning, 1996
- Pseudosquillana Cappola & Manning, 1995
- Pseudosquillidae Manning, 1977
- Pseudosquillisma adiastalta (Manning, 1964)
- Pseudosquillisma Cappola & Manning, 1995
- Pseudosquillisma guttata (Manning, 1972)
- Pterygosquilla armata capensis Manning, 1969
- Pullosquilla litoralis (Michel & Manning, 1971)
- Pullosquilla malayensis (Manning, 1968)
- Pullosquilla Manning, 1978
- Pullosquilla thomassini Manning, 1978
- Quollastria imperialis (Manning, 1965)
- Quollastria Manning, 1995
- Quollastria ornata (Manning, 1971)
- Quollastria striata (Manning, 1978)
- Quollastria subtilis (Manning, 1978)
- Raoulius Manning, 1995
- Raoulserenea hieroglyphica (Manning, 1972)
- Raoulserenea Manning, 1995
- Rissoides africanus (Manning, 1974)
- Rissoides barnardi (Manning, 1975)
- Rissoides calypso (Manning, 1974)
- Rissoides Manning & Lewinsohn, 1982
- Sakaila africana Manning & Holthuis, 1981
- Sakaila Manning & Holthuis, 1981
- Salmoneus calvicola Felder & Manning, 1986
- Salmoneus setosus Manning & Chace, 1990
- Salmoneus teres Manning & Chace, 1990
- Sanquerus Manning, 1989
- Santeecarcinus Blow & Manning, 1996
- Santeecarcinus harmatuki Blow & Manning, 1996
- Santeella Blow & Manning, 1996
- Santeella lillyae Blow & Manning, 1996
- Santeexanthus Blow & Manning, 1996
- Santeexanthus wardi Blow & Manning, 1996
- Sarahcarcinus Blow & Manning, 1996
- Sarahcarcinus campbellorum Blow & Manning, 1996
- Schmittius Manning, 1972
- Schmittius peruvianus Manning, 1972
- Serenella Manning & Holthuis, 1981
- Sergio Manning & Lemaitre, 1994
- Sergio mericeae Manning & Felder, 1995
- Siamosquilla sexava Erdmann & Manning, 1998
- Sindheres karachiensis Kazmi & Manning, 2003
- Sindheres Kazmi & Manning, 2003
- Sirpus gordonae Manning & Holthuis, 1981
- Somersiella Hart & Manning, 1981
- Somersiella sterreri Hart & Manning, 1981
- Spinolambrus notialis (Manning & Holthuis, 1981)
- Spiroplax Manning & Holthuis, 1981
- Squilla aculeata calmani Manning, 1977
- Squilla cadenati Manning, 1970
- Squilla caribaea Manning, 1969
- Squilla chydaea Manning, 1962
- Squilla deceptrix Manning, 1969
- Squilla discors Manning, 1962
- Squilla edentata australis Manning, 1969
- Squilla grenadensis Manning, 1969
- Squilloides Manning, 1968
- Stevea Manning & Holthuis, 1981
- Taku Manning, 1995
- Takusquillidae Manning, 1995
- Telmatothrix Manning & Holthuis, 1981
- Telmatothrix powelli Manning & Holthuis, 1981
- Tetrasquilla Manning & Chace, 1990
- Tetrasquillidae Manning & Camp, 1993
- Thelobania duorara Inversen & Manning, 1958
- Titanocarcinus Blow & Manning, 1996
- Titanocarcinus purdyi Blow & Manning, 1996
- Titanodorippe Blow & Manning, 1996
- Titanodorippe eocenica Blow & Manning, 1996
- Toshimitsu Manning, 1995
- Tritoplax Manning & Holthuis, 1981
- Tuleariosquilla Manning, 1978
- Tuleariosquilla parvula Manning, 1978
- Typhlatya iliffei Hart & Manning, 1981
- Typhlatya rogersi Chace & Manning, 1972
- Typton ascensionis Manning & Chace, 1990
- Viacarcinus Blow & Manning, 1996
- Viacarcinus druidi Blow & Manning, 1996
- Viridotheres lillyae (Manning, 1993)
- Viridotheres Manning, 1997
- Viridotheres marionae Manning, 1997
- Viridotheres viridis (Manning, 1993)
- Waldotheres Manning, 1993
- Wisonimaia Blow & Manning, 1996
- Wisonimaia ethelae Blow & Manning, 1996
- Wisonimaia scheiderorum Blow & Manning, 1996
- Zariquieyon inflatus Manning & Holthuis, 1989
- Zariquieyon Manning & Holthuis, 1989
- Zibrovia galea Kropp & Manning, 1996
- Zibrovia Kropp & Manning, 1996

### Source
- Clark & Schram, Raymond B. Manning: An Appreciation, in Journal of Crustacean Biology, 2009, vol. 29, no 4, p. 431-457.